# Большие Галашки
Большие Галашки — село в Пригородном районе Свердловской области России. Входит в муниципальный округ Горноуральский, управляется Висимской территориальной администрацией.
Ранее входило в состав Висимского поссовета Пригородного района.

## Население
| 2002 | 2010 | 2021 |
| ---- | ---- | ---- |
| 15   | →15  | ↘14  |

## География
Большие Галашки расположены в глухой лесистой местности, в верховье реки Сулём, выше устья правого притока — реки Бушаш. В черте села река Сулём образует небольшой пруд. Село находится в 54 километрах к юго-западу от города Нижнего Тагила (по дорогам в 75 километрах), в 20 километрах к югу от посёлка Висима. 
В окрестностях проходит граница Висимского заповедника, на территории охранной зоны которого находятся памятники природы «Кедровник в истоках реки  Нотиха»  и «Первобытный лес у деревни Большие Галашки».
Село является эксклавом муниципального округа Горноуральский и Пригородного района — со всех сторон его окружает территория муниципального округа город Нижний Тагил и одноимённой административной единицы соответственно.